# Fussballclub Pasching
El Fussballclub Pasching és un club de futbol austríac de la ciutat de Pasching, Alta Àustria.

## Història

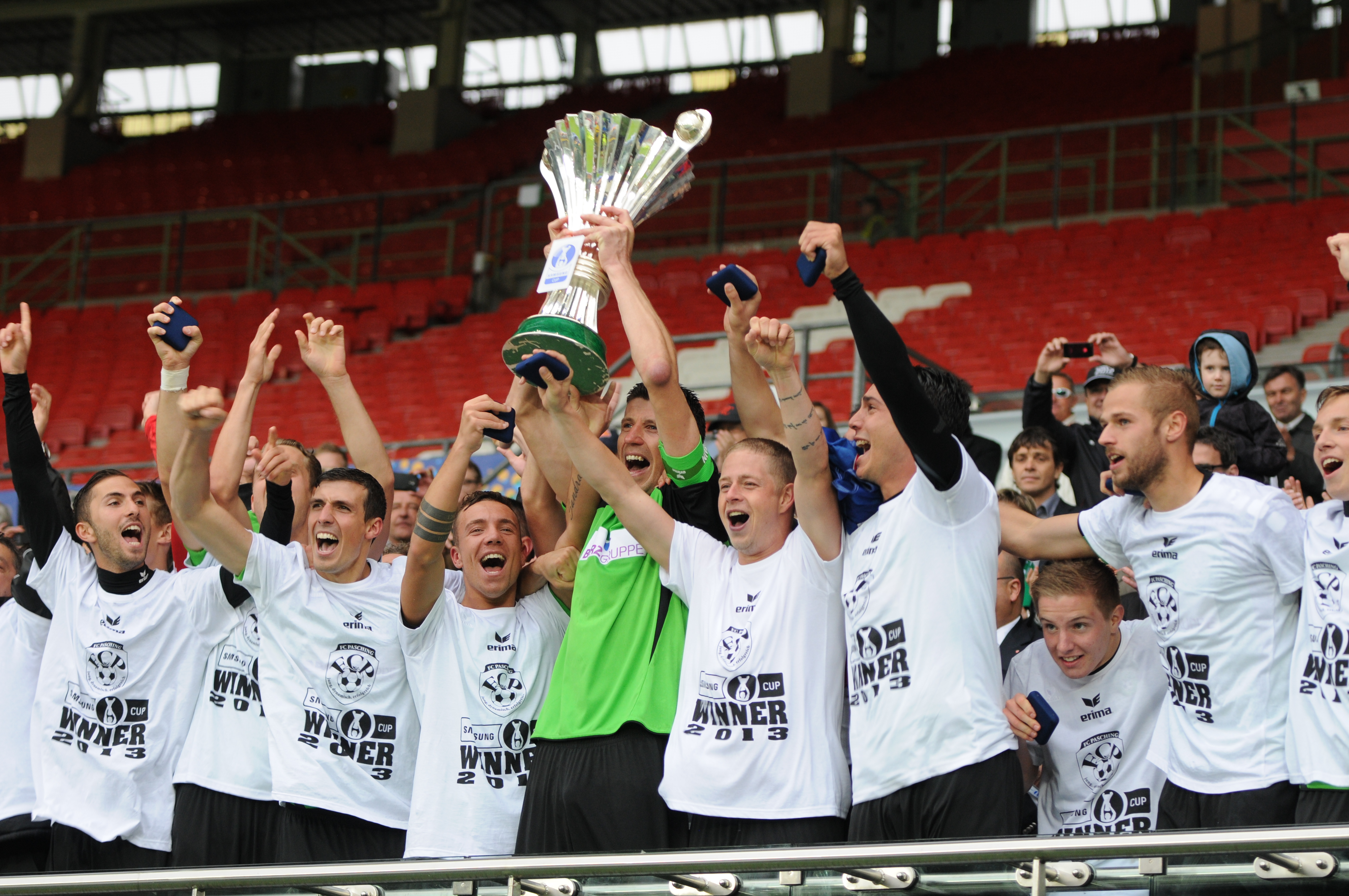
FC Pasching aixeca la copa com a campió de l'editició 2012-13.

El club va ser fundat el 16 de maig de 2007 després del trasllat de l'antic club de la ciutat, l'ASKÖ Pasching a la ciutat de Klagenfurt per esdevenir SK Austria Kärnten.
L'any 2013 acabà la lliga Regional Central en segona posició, no podent ascendir de categoria, però es proclamà campió de la Copa nacional en derrotar el campió de lliga, l'Austria Viena. Gràcies a aquest triomf es classificà per disputar l'Europa League, essent eliminat per l'Estoril Praia.

## Palmarès
- Copa austríaca de futbol:
  - 2012-13